# ユーザ・網インタフェース
ユーザ・網インタフェース（ゆーざ・もうインタフェース、UNI;User-Network Interface）とは、通信事業者の通信設備とエンドユーザー側の設備とを接続するインタフェース仕様のことである。例えばISDNでは、ターミナルアダプタ（TA）が備えるT点がUNIとなっている。
FTTHでは、光回線終端装置（ONU）が光回線の終端となっている。ONUの光回線ランプが消灯していると、電気通信事業者とONUが接続されていないことを表す。正しく接続しても光回線ランプが消灯している場合は電気通信事業者に連絡し、回線の修理やONUの交換をする必要がある。
ネットワークと個々のユーザーとを接続するUNIに対して、ネットワーク同士を接続するためのインターフェースはNNI（Network-Network Interface）と呼ばれる。